# Thredbo River
Der Thredbo River, früher auch Crackenback River genannt, ist ein Fluss im Südosten des australischen Bundesstaates New South Wales.
Er entspringt unterhalb der Dead Horse Gap, eines Passes am Alpine Way. Das Flusstal verläuft parallel zum Tal des Snowy River rund acht Kilometer südöstlich in nordöstlicher Richtung. Die einzige Siedlung im Tal ist Thredbo Village, ein bekannter Wintersportort.
Der Thredbo River mündet in den Lake Jindabyne und damit in den Snowy River.

## Einzelnachweise

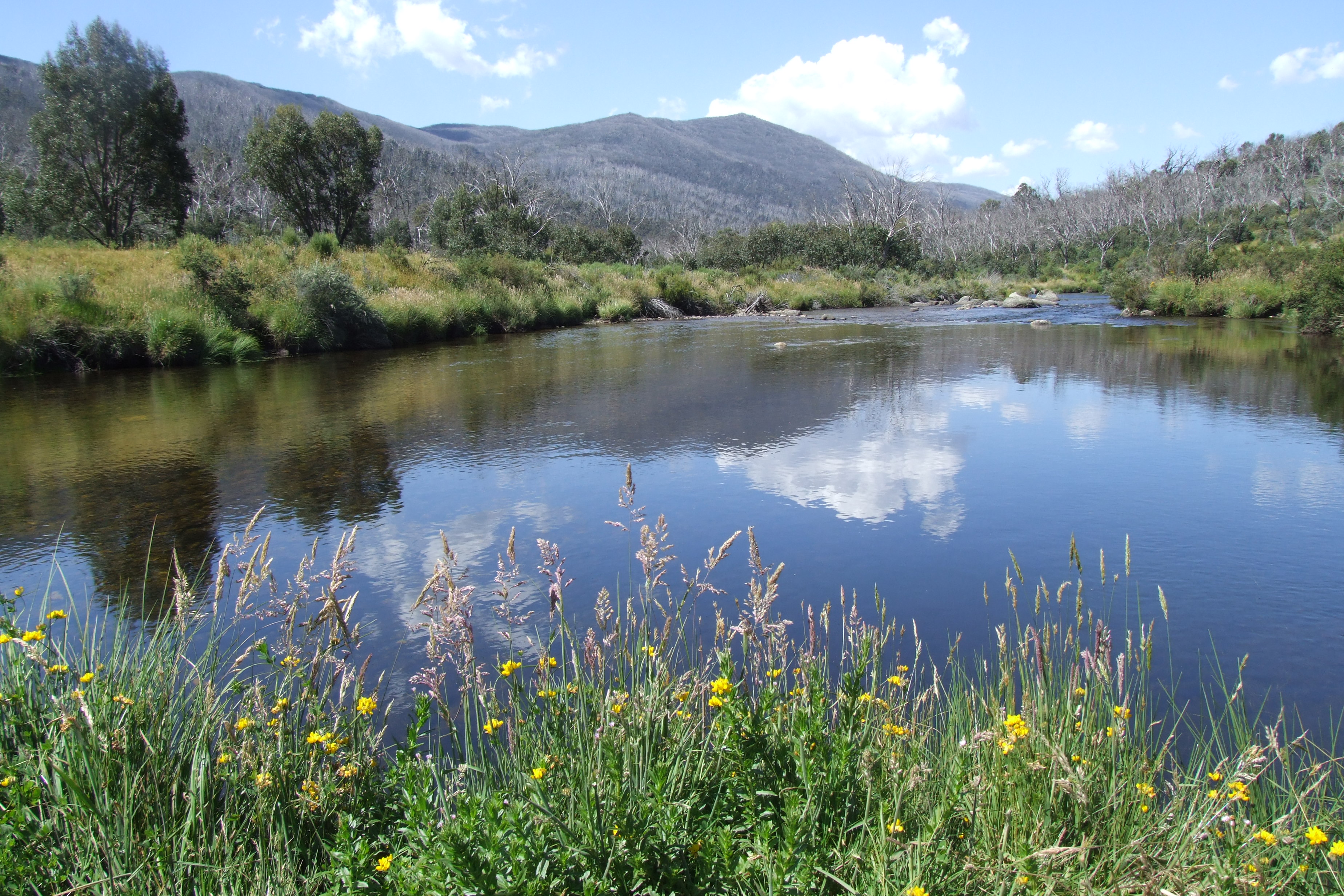
Thredbo River beim Diggings Campground im Kosciuszko-Nationalpark